# إد إليس
إد إليس (بالإنجليزية: Ed Ellis)‏ هو لاعب كرة قدم أمريكية أمريكي، ولد في 13 أكتوبر 1975 في هامدن في الولايات المتحدة.

## وصلات خارجية
- إد إليس على موقع مرجع كرة القدم المحترفة.كوم (الإنجليزية)